# Arturo Camacho Ramírez
Arturo Camacho Ramírez (1910-1982) foi um poeta colombiano. Ele nasceu em Ibagué, Tolima . Estudou direito na Universidade Nacional da Colômbia, mas nunca concluiu a licenciatura em direito. Em 1935 tornou-se o primeiro dos Piedracielistas a publicar um livro de poesia, Espejo de naufragios [espelho dos náufragos], embora já tivesse escrito vários poemas para revistas literárias da época.
Além de poeta, foi diplomata e jornalista. Atuou como representante da Colômbia junto à UNESCO em Paris e como curador especial em La Guajira, onde conheceu Olga Castaño Castillo, que mais tarde se tornaria sua esposa e a sua inspiração para sua única peça, Luna de arena(Lua de areia).
Teve várias colunas de opinião em diferentes meios de comunicação, entre as quais se destaca "Transposiciones" (para o El Espectador). Ele também tinha seu próprio programa de rádio na HJCK chamado "Qual é o seu hobby?", No qual entrevistava importantes colombianos da época.

## Trabalhos
- Espejo de naufragios (1935).
- Oda a Charles Baudelaire (1945).
- Luna de arena (1948).
- Vida pública (1962).
- Límites del hombre (1964).
- Homenaje a Pablo Neruda (Obra en colaboración (1974).
- Carrera de la vida (1976).
- Obras completas (póstumo - 1982).[3]